# 平宗正
平宗正（1974年—2004年10月25日），台灣電視公司新聞部記者，南華大學傳播管理學系畢業，2003年8月進入台視新聞擔任記者。2004年納坦颱風侵台期間，平宗正採訪基隆河員山子分洪過程，與三位同業一起落水。平宗正在將一名同業推向消防員後深陷水中，救難人員在一家汙水處理廠發現平宗正後將其送醫，院方急救2小時後宣告不治，得年30歲。為了減少類似事故發生，台灣新聞記者協會提出「平宗正條款」呼籲政府重視記者權益，南華大學傳播學系則在其主辦的金傳獎中設立「平宗正深度報導獎」紀念平宗正的貢獻。

## 職業生涯
平宗正從小由祖父母扶養，為了分擔家計而投身志願役，退役後考上南華大學傳播管理學系，畢業後曾任職於東森電視等多家媒體擔任記者，2003年8月進入台灣電視公司擔任新聞部基隆駐地記者。因工作態度勤勉認真，被同事稱為「拚命三郎」。
2004年10月25日，納坦颱風侵襲台灣，多家媒體記者前往基隆員山子拍攝，並在當地等待採訪即將在10點40分造訪的行政院院長游錫堃，因為基隆河水位暴漲並且越淹越深，打算先行返回公司的《聯合報》記者楊惠琪、《中國時報》記者黃俊銘、觀天下有線電視記者楊淑伶及台視記者平宗正四人在下山途中被迫放棄汽車，手牽手試圖橫越深及腰部的湍急水流，途中洪水突然暴增到胸部，四人在沙洲上等待救援，平宗正把攝影機頂在頭上保護它。當台北縣政府消防局瑞芳分隊消防人員趕到後，平宗正為了讓同行先獲救，便使勁把她推向消防員，反而使自己深陷水中並被沖走。救難人員最後是在一家污水處理廠發現平宗正及他所保護的攝影機。平宗正送瑞芳礦工醫院急救兩小時後，院方在下午2點42分宣告平宗正不治，得年30歲。平宗正的攝影機拍下的內容是湍急的洪水，畫面最後停在員山子分洪完成的瞬間，時長約一分鐘。

## 身後

### 哀悼與紀念
台視新聞部經理王智應在得知平宗正的死訊後，帶著新台幣20萬元慰問金到醫院探視，並表示家屬可以依台視規定獲得撫卹金約新台幣500萬元。台視董事長賴國洲在當日的例行會議時率各一級部門主管默哀，並指示新聞部籌備紀念事宜。游錫堃在晚間六點抵達瑞芳醫院探視平宗正家屬並致哀，事後有朝野立委及記者認為是游錫堃作秀害死了平宗正，游錫堃也為此致歉。佛光山永樂法師、宗恩法師、覺流法師等十多位佛光山相關人士聞訊後也前往致哀。國民黨主席連戰、親民黨主席宋楚瑜和台北市長馬英九聞訊後也表示哀悼，同時呼籲記者在採訪時要注意安危。在平宗正殉職當晚的《台視晚間新聞》中，播報新聞的主播蘇逸洪別上白絲帶表示哀悼。
2004年11月12日上午，平宗正於基隆市立殯葬管理所至德廳舉行公祭，遺體火化後安奉於佛光山極樂寺。台視董事長賴國洲、總經理鄭優和新聞部經理王智應皆出席公祭儀式致哀。
南華大學傳播管理學系在2004年11月10日舉辦追思會，並在其主辦的金傳獎中設立「平宗正深度報導獎」，紀念平宗正對新聞報導的敬業精神。在該系於2014年5月舉辦的金傳週活動中，舉辦平宗正逝世十週年紀念活動，以音樂會、徵文等方式紀念平宗正。時任系主任蔡鴻濱表示，希望透過舉辦活動，讓平宗正的故事被更多人知道，也讓他的精神成為楷模。

### 平宗正條款
為了減少類似事故發生，台灣新聞記者協會、媒體改造學社和南華大學傳播管理學系在2004年11月10日聯合舉辦「災難新聞採訪與媒體社會責任」座談會，在會中提出「平宗正條款」，包括四點聲明與三大呼籲，發文給全台灣近七十家媒體。
四點聲明包括：
- 新聞事業單位應為所有外勤員工加保新聞採訪意外險。
- 新聞事業單位應落實「人身安全重於報導與設備」原則。
- 新聞事業單位應負責新聞工作者採訪與報導等工作上所必需使用之各項器材之維修、保養與購置。
- 減輕地方記者採訪配備之重量。

三大呼籲包括：
- 政府相關單位應以「黃色警戒線」區隔緊急事故現場。
- 建立「發言人制度」，統一對媒體發言。
- 政府官員與民意代表應以較為節制且實際的「事後勘災」，取代「立即性勘災」。

南華大學傳播管理學教授馬立君沉痛地表示，真正害死平宗正的是第一線記者面臨的壓力，平宗正可能是擔心自己丟掉攝影機而獲救恐會面臨鉅額賠償才緊抓攝影機不放，並指出曾有記者因遺失攝影機而面臨事後遭雇主苛扣工資。楊惠琪認為，年輕記者缺乏自我保護的觀念。與會記者和其他媒體人則呼籲同行，重視自身安危，不要讓平宗正白白犧牲。2010年9月，颱風凡那比侵襲台灣，台灣媒體觀察教育基金會認為台灣媒體對於報導風災的形式與處境並沒有改善，便再度提出平宗正條款，呼籲記者不要再冒著生命危險進行不當的採訪，也希望行政院勞工委員會和各縣市政府勞工局能進行勞動檢查，保障記者權利。

## 外部連結
- 平宗正記者紀念網站[]
- YouTube上的台視追憶平宗正專題報導(上)
- YouTube上的台視追憶平宗正專題報導(下)
- YouTube上的平宗正新聞回顧